# 公視台語台
公視台語台是臺灣公共電視台旗下的電視頻道之一，前身為2004年7月1日開播的「Dimo TV」、以及2012年10月1日更名的「公視2台」，2019年7月1日改為現名，為臺灣第一個以全台語播出的公共性電視頻道。

## 歷史

### 背景
民進黨陳水扁政府執政期間，陸續成立原住民族電視台與客家電視台；再次政黨輪替後，蔡英文政府也在2017年6月成立講客廣播電台。然而，擁有超過台灣70%人口使用的台語卻沒有相對應的官方電視台與廣播電台。公視方面指出，其對「台語電視台」的設立早在2007年就已規劃，惟政黨輪替後馬英九政府下的文化部不編列相關預算。相關人士指出，目前原住民語與客家語皆已受〈原住民族語言發展法〉與〈客家基本法〉之保障，也都有相當高的預算補助；相較之下，使用廣泛的台語不僅沒有相關法規保障，主管機關教育部終身教育司也僅有每年5,000萬新臺幣的預算。事隔10年，對於民間社團的呼籲，文化部表示，文化部2016年設立「國家語言發展科」之後，正積極研議〈國家語言發展法〉之修法；文化部亦支持透過公廣集團提供台語專屬頻道或其他台語相關服務，近期將納入〈公共電視法〉之修法議題中。由34個民間團體聯合發起的「催生台語公共電視台」運動，陸續取得國內跨黨派超過40位立法委員的支持。

### 公廣集團台語台暨南部營運中心
陳水扁政府時代，原本已獲得核定34.5億元於高雄多功能經貿園區興建公廣集團台語台暨南部營運中心，然而卻於馬英九政府上任後由於國民黨黨內意見而由時任新聞局局長史亞平要求公廣集團重新考量該計畫的必要性，從而延宕至蔡英文政府上任後，仍不見蹤影，始由文化部部長鄭麗君重啟討論並確定設立。國民黨強行中斷具有平衡台灣多元文化發展及南北媒體產業均衡發展之既定政策的作法，引起許多本土社團強烈批評。

### 爭議期
2017年「催生台語公共電視台聯盟」聯合兩百多個團體呼籲恢復被國民黨取消的「公廣集團台語台」設置計畫，聲明中批評，台灣的在地語言，諸如台語、客語、原住民族語在中國國民黨數十年蠻橫無理的打壓加上「國語政策」的教條壓迫下，已經命在旦夕。他們說，陳水扁政府任內成立公廣集團（下轄：客家電視台、原住民電視台、公共電視台），然而就在其「台語電視台」準備設立之際，卻因2008年國民黨重新執政而被擱置
2018年底，台語電視台預算在立法院審查。國民黨籍立委柯志恩質疑，公視目前的節目自製率本就偏低，預算使用上不論是用於節目製作或人才培育，詳細計畫都需要再檢視。國民黨籍立委陳學聖則主張將預算挪做購回華視股權、把華視拿回來做精彩本土劇。無盟籍立委高金素梅則表示「如果要講台灣語的話，其實台灣的原住民族語應該才叫做台灣語吧！台灣霹靂台，你們可能沒看，古漢語（閩南語）講得真好，（其他台）都有一些專門台語的節目，如果是閩南語的話，各個頻道並沒有流失的問題啊！」高金素梅強調文化部定義使用語言人數不到一半的閩南語為「台語」，較難說服大眾，應該全數凍結台語電視台的預算。有些藍營立委則認為設置台語電視台是浪費資源。

### 國家語言發展法通過
立法院在2018年12月25日三讀通過《國家語言發展法》，依據此法定義，「國家語言」是指台灣各固有族群使用的自然語言及台灣手語。這些國家語言一律平等，國民使用國家語言時也不應受歧視或限制。為了落實法律中的語言平權精神，文化部編列了新台幣4億的預算，補助公視在2019年6月籌設全台語的電視頻道。
2019年7月1日，公視2台改版為公視台語台，成為台灣第一個標榜以全台語播出的電視頻道。

## 沿革

### Dimo TV
2004年6月21日，Dimo TV開始試播，並於同年7月1日正式開播，Dimo TV又稱「行動電視」（Digital Mobile TV），並聲稱只要在時速130公里以內的交通工具上，都可以「行動接收」此頻道的訊號。

### 公視2台
2012年10月1日起，Dimo TV改名為公視2台。節目編成以重播公視主頻與台灣宏觀電視節目為主，外購節目（例如《全民大講堂》）為輔；每日上午二點至六點收播（如果凌晨節目延長播出，則順延收播）。
公視2台第二代台標和主頻與公視HD台（公視3台前身）不同的是，在節目播出時仍為「彩色」，不會轉為半透明，此模式於2016年7月1日後改為與及主頻和公視3台相同的模式。
2016年6月8日，國家通訊傳播委員會（NCC）通過公視換照和營運計劃變更案；自7月6日起升級HD訊號播出，定位為兒童少年族群為客群的頻道。
2016年9月30日起，公視2台正式於中華電信MOD上架，頻位為第148頻道。

### 公視台語台
2018年12月19日，國家通訊傳播委員會第835次委員會議紀錄通過公視營運計劃中「公視2台」變更為「公視台語台」的申請。
2019年7月1日，公視2台正式更名為公視台語台，有線電視定頻為第14頻道，成為台灣第一家標榜完全以台語播出的電視台。每日上午12時至6時收播，原公視2台的兒童節目改於本頻道和公視3台播放。開台典禮於2019年7月6日在基隆海洋廣場舉行。
2020年7月1日起，收播時間改為每日上午2時至6時（假日如節目延長播出，則延後10~20分收播）。
2023年6月4日，公視台語台南部中心舉行啟用典禮，中心辦公室位於高雄市圖文總館文創會館的5樓，以高雄市圖書館總館小劇場作為攝影棚。

## 節目
公視台語台的節目內容幾乎以台語播出。此外，為實現推廣台語的初衷，有別於其他電視頻道，如節目、新聞標題、字幕等文字，大部分以台語白話文呈現。但新聞內部採訪同期聲字幕和部分綜藝節目、動畫片則依然繼續採用書面語字幕。
以下為公視台語台目前播放的節目：
- HiHi導覽先生
- 全家有智慧
- 青春咱的夢
- 台灣記事簿
- 無事坐巴士
- 收成e彼一工

## 與其他台的聯繫
- 與主頻同步
  - 每日12:00《公視中晝新聞》

## 頻道標誌變遷
| LOGO | 使用期間                    | 備註                                  |
| ---- | --------------------------- | ------------------------------------- |
|      | 2004年7月至2012年9月30日    | 第一代-DiMOTV時期標誌，具有DiMO字樣， |
|      | 2012年10月1日至2016年7月5日 | 第二代標誌，改為「公視2」字樣，       |
|      | 2016年7月6日至2019年6月30日 | 公視2台時期－第三代標誌。             |
|      | 2019年7月1日                | 現今－公視台語台標誌。                |

## 外部連結
- 公視台語台 （页面存档备份，存于）
- 公視台語台節目表 （页面存档备份，存于）
- 014 公視台語台 - 中華電信 MOD 網站 （页面存档备份，存于）
- YouTube上的公視台語台頻道
- 公視台語台的Facebook專頁
- 公視台語台的X（前Twitter）